# Критерий тестового покрытия
Критерий тестового покрытия — метрика для оценки качества тестирования.
По Майерсу тестирование — это процесс исполнения программы с целью обнаружения ошибок.
Таким образом, критерии тестового покрытия должны быть нацелены на обнаружение ошибок.
Критерий покрытия измеряет долю классов ситуаций, представители которых попали в тестовый набор. Чем больше уровень тестового покрытия, тем больше классов ситуаций покрыто, тем больше ошибок можно обнаружить.
Источники информации о поведении программы:
- Исходный код программы (Покрытие кода) : В качестве источника используется исходный код самой программы. Такое тестирование называется тестированием методом белого ящика, для создания набора тестов используется знание внутреннего устройства программы.
- Структура входных данных : Источник — логические особенности входных данных (например, четные числа среди всех натуральных)
- Требования (Покрытие требований) : Источник — требования к программе. Основанием разделения тестов на классы относительно проверки ими определенных требований к программе является предположение о том, что ошибка в реализации требования проявляется при любой проверке этого требования.
- Модели : Используется формальная модель или спецификация поведения или структуры системы. Классы тестовых ситуаций, извлечённые из модели, часто уточняют классы ситуаций, определённые на основании входных данных или требований.